# Peel (Metro Montreal)

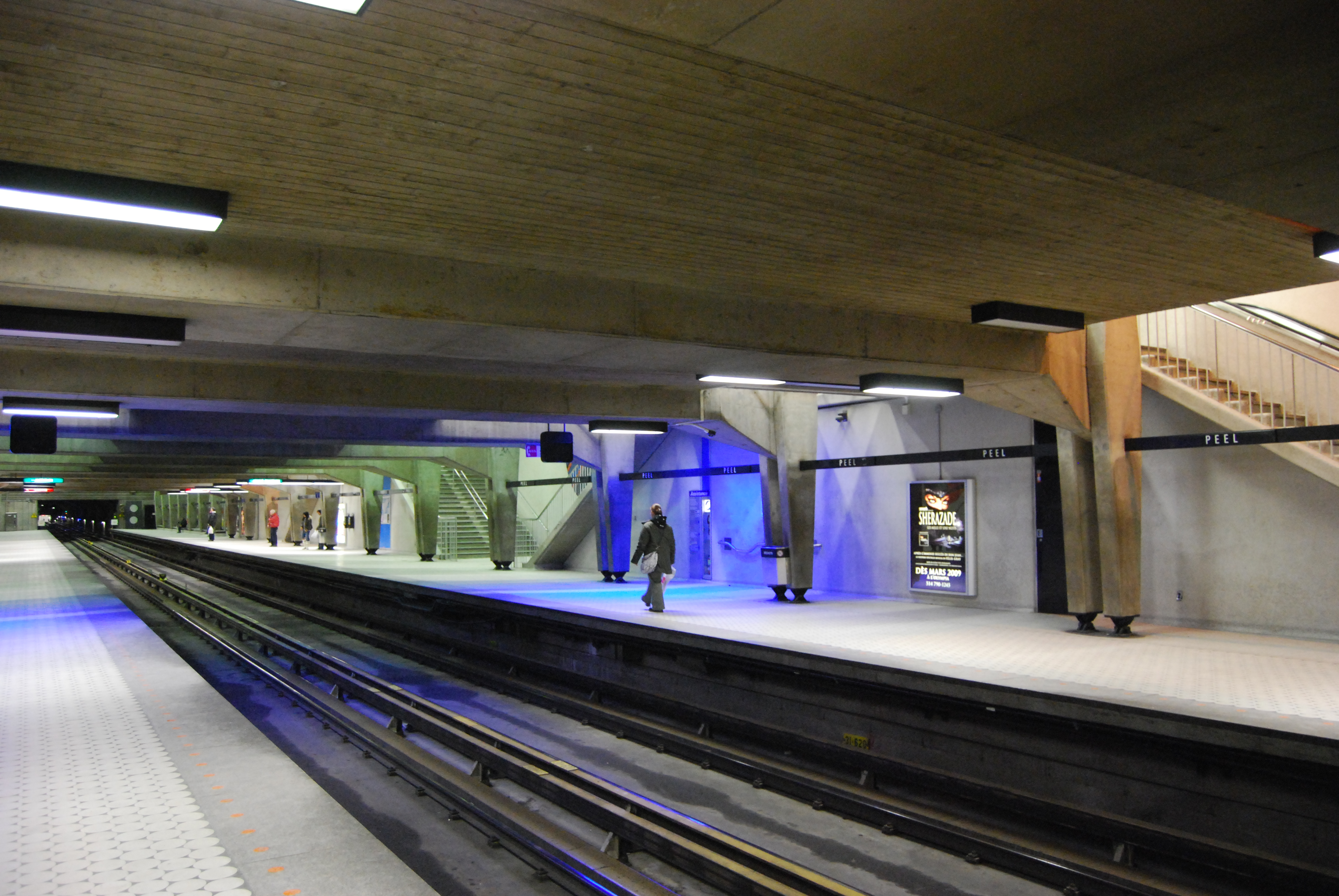
Blick auf die Bahnsteige

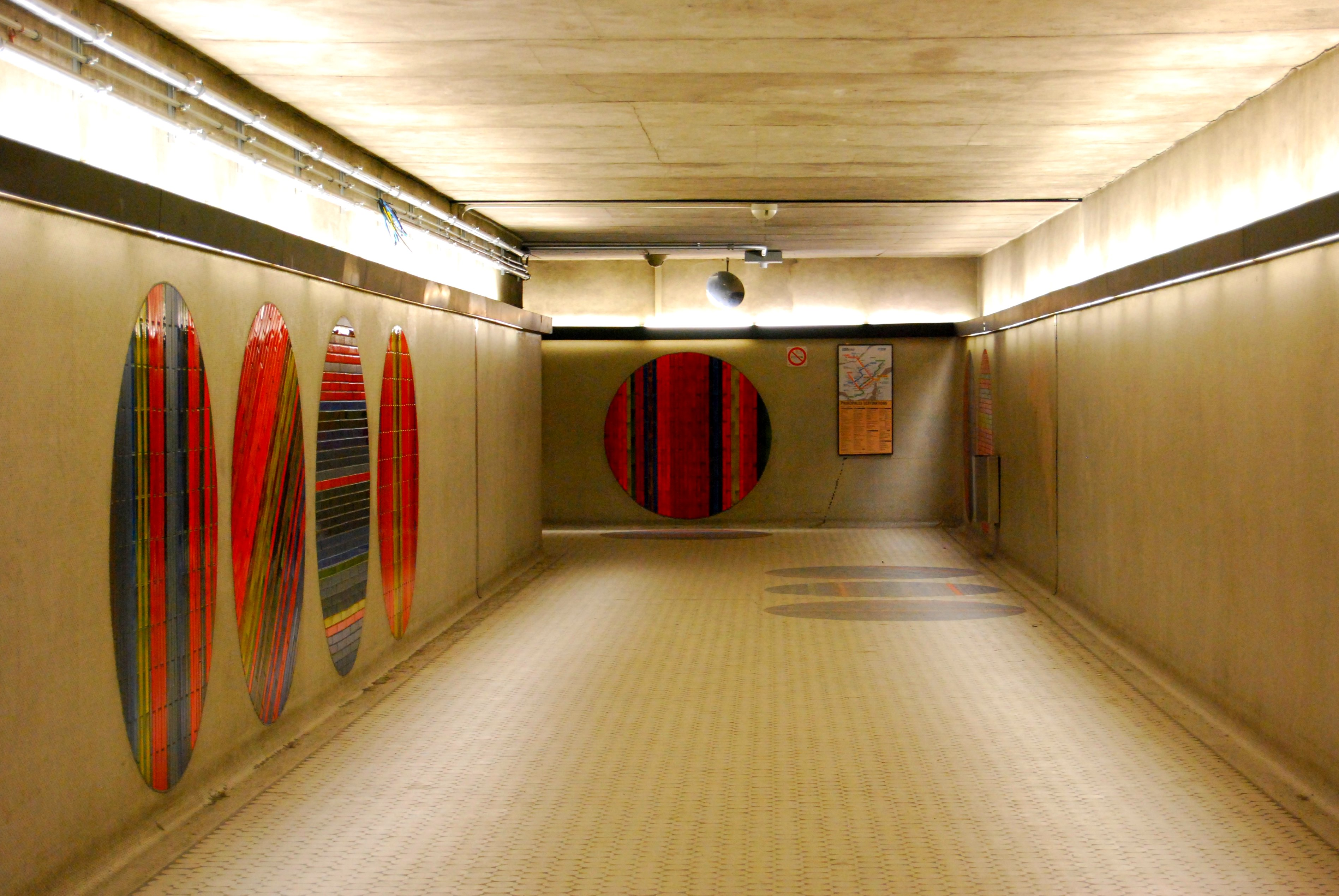
Zugangstunnel

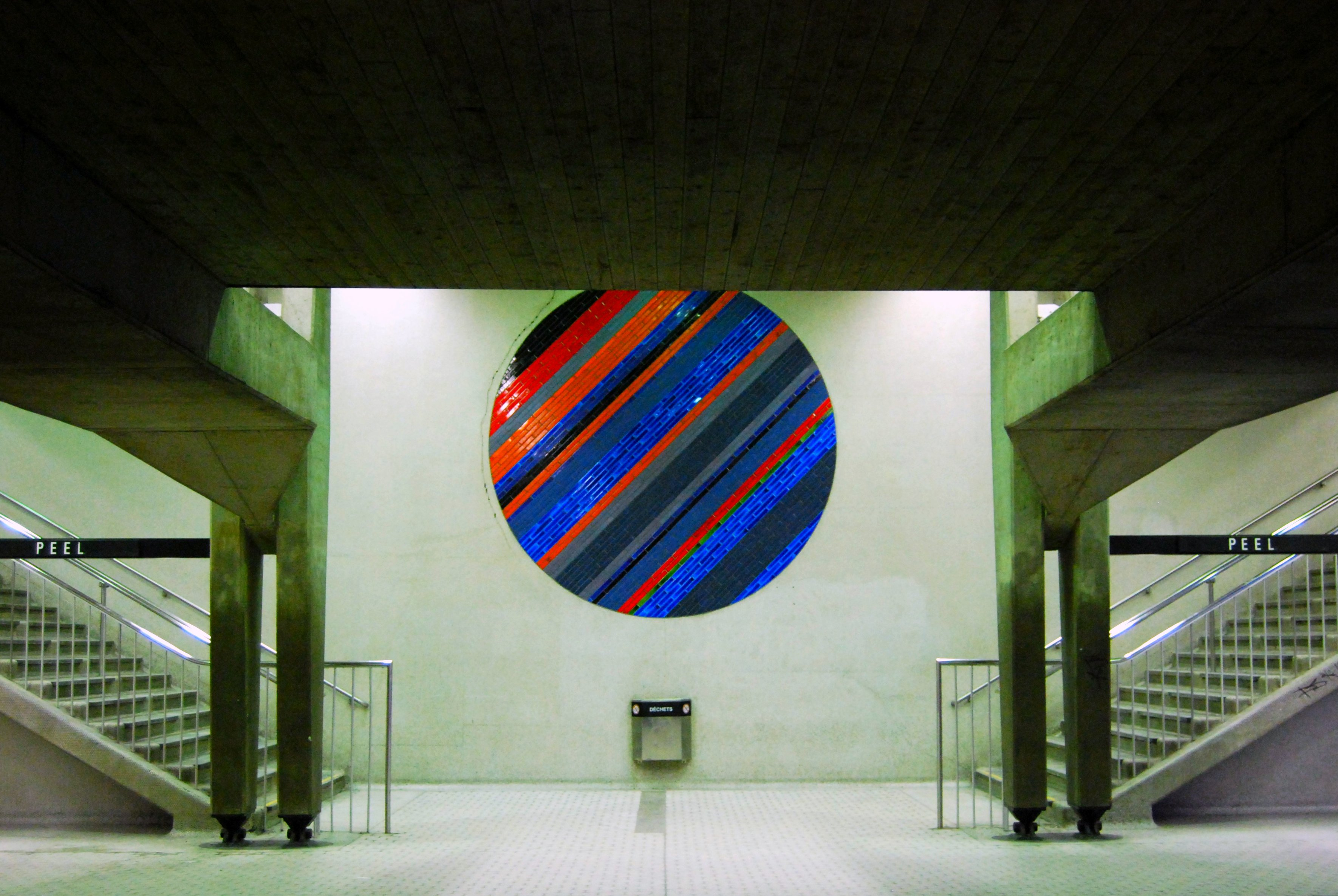
Keramikscheibe

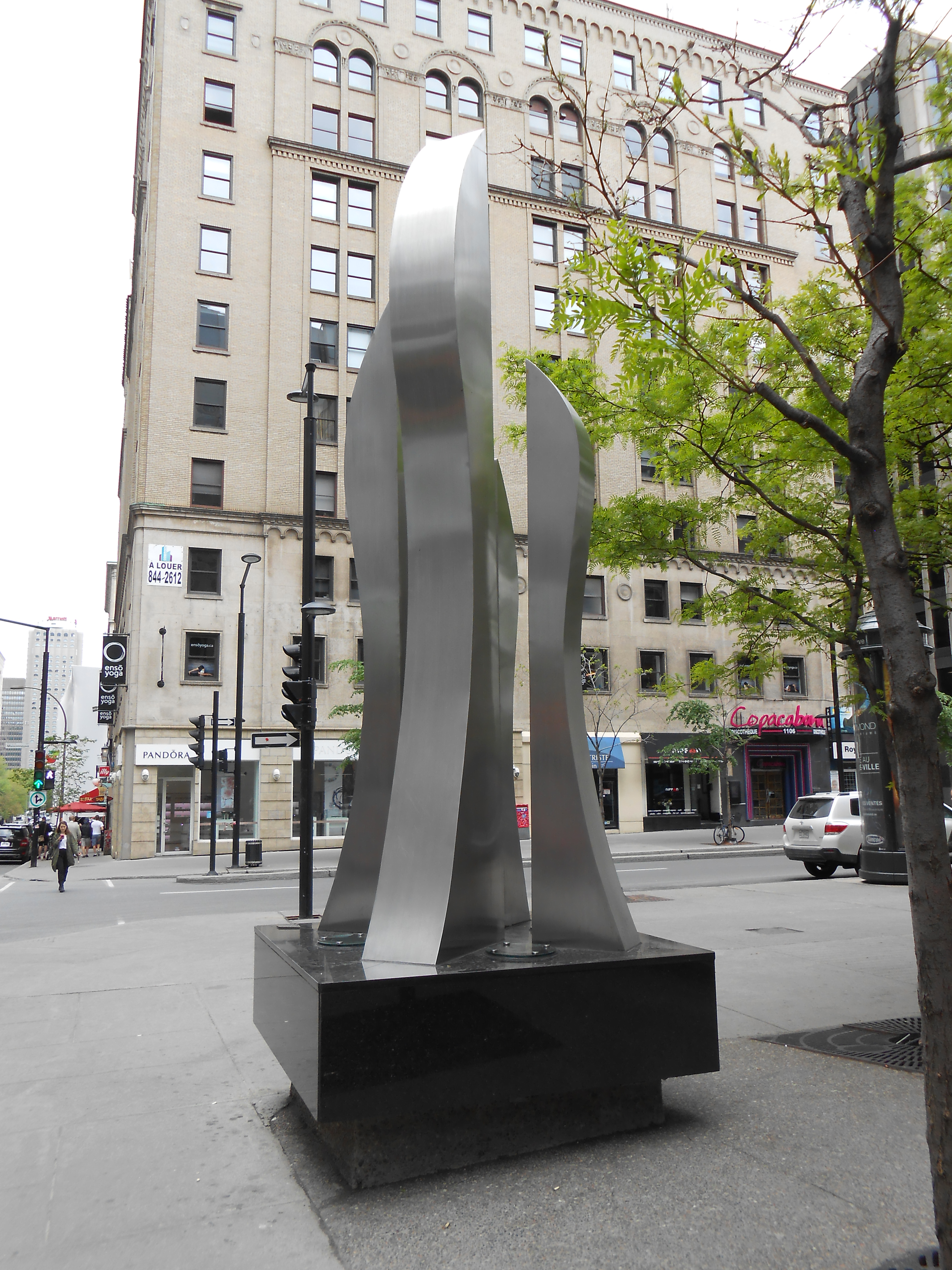
Enterspace

Peel ist eine U-Bahn-Station in Montreal. Sie befindet sich im Arrondissement Ville-Marie an der Kreuzung von Boulevard De Maisonneuve und Rue Peel. Hier verkehren Züge der grünen Linie 1. Im Jahr 2019 nutzten 8.182.603 Fahrgäste die Station; dies entspricht dem 7. Rang unter den insgesamt 68 Stationen der Metro Montreal.

## Bauwerk
Die vom Architekturbüro Papineau, Gérin-Lajoie et Leblanc entworfene Station entstand in offener Bauweise. Zahlreiche Säulen und Träger stützen die brückenartig konstruierte Verteilerebene und die Decke. Es gibt vier Ausgänge, die alle in benachbarte Gebäude integriert sind (drei am Boulevard De Maisonneuve und einer an der Rue Stanley). Die Bahnsteigebene in 10,7 Metern Tiefe besitzt zwei Seitenbahnsteige. Die Entfernungen zu den benachbarten Stationen, jeweils von Stationsende zu Stationsanfang gemessen, betragen 593,14 Meter bis Guy-Concordia und 296,52 Meter bis McGill (kürzester Stationsabstand des gesamten Metronetzes).
Es bestehen Anschlüsse zu vier Buslinien und zwei Nachtbuslinien der Société de transport de Montréal. Die Station Peel ist in die weitläufige Montrealer Untergrundstadt integriert. Unterirdisch zugänglich sind mehrere Büro- und Geschäftshäuser, die Einkaufszentren Les Cours Mont-Royal und Carrefour Industrielle-Alliance sowie die benachbarte Metrostation McGill. Weitere Sehenswürdigkeiten in der Nähe sind der Wolkenkratzer Édifice Sun Life, verschiedene Gebäude der McGill University und der Square Dorchester.

## Kunst
Peel ist eine der wenigen Stationen des Grundnetzes, bei der die Kunst von Anfang an in die Architektur miteinbezogen und nicht später hinzugefügt wurde. Jean-Paul Mousseau schuf zusammen mit Claude Vermette zahlreiche farbige Keramikscheiben, die in Wände und Böden eingelassen sind und der Station ein besonderes Gepräge verleihen. Die Scheiben weisen abstrakte Muster in Orange- und Blautönen auf. Sechs dieser Scheiben – je eine über den Bahnsteigen sowie je eine vor und hinter den beiden Fahrkartenschaltern – besitzen einen Durchmesser von 3,6 Metern. Von den kleineren Scheiben mit einem Durchmesser von 1,8 Metern existierten ursprünglich 48 Stück, doch sind nach diversen Umbauten nur noch 31 vorhanden.
Neben dem Eingang an der Rue Peel 2000 steht die stählerne Skulptur Enterspace. Das 5,5 Meter hohe Werk von Maurice Lemieux wurde 1981 dort aufgestellt und besteht aus vier Elementen in Form des Logos der internationalen Flugtransportvereinigung IATA, die früher ihren Sitz in dem Gebäude hatte.

## Geschichte
Die Eröffnung der Station erfolgte am 14. Februar 1966, zusammen mit dem Teilstück zwischen Atwater und Papineau. Peel gehört somit zum Grundnetz der Montrealer Metro. Namensgeber der Station ist die Rue Peel, die wiederum nach dem britischen Premierminister Robert Peel (1788–1850) benannt ist.